# سارة مور
سارة مور (بالإنجليزية: Sarah Moore)‏ هي طبيبة أسترالية، ولدت في 8 يوليو 1969، وتوفيت في مايو 2016.